# Канобио
Канобио (итал. Cannobio) је насеље у Италији у округу Вербано-Кузио-Осола, региону Пијемонт.
Према процени из 2011. у насељу је живело 4430 становника. Насеље се налази на надморској висини од 217 м.

## Становништво
| 1936. | 1951. | 1961. | 1971. | 1981. | 1991. | 2001. | 2011. |
| ----- | ----- | ----- | ----- | ----- | ----- | ----- | ----- |
| 3.517 | 3.793 | 4.338 | 5.462 | 5.499 | 5.234 | 4.977 | 4.992 |